# Robyn Lambird
Robyn Lambird (naissance le 19 janvier 1997) est une personnalité non-binaire, , athlète handisport et mannequin  avec une infirmité motrice cérébrale.
Lambird remporte une médaille de bronze au 100 m T34 et fait partie des athlètes non binaires à participer aux Jeux paralympiques d'été de 2020.

## Biographie
Lambird voit le jour en Angleterre mais déménage avec ses parents à Perth en Australie à l'âge de neuf ans.
Il s'agit de l'une des premières personnes à poser en fauteuil roulant pour la campagne publicitaire de Target. Lambird pose également pour Tommy Hilfiger, Bonds et Modibodi.

## Carrière
Robyn Lambird remporte une médaille de bronze au 100 m T34 féminin aux Jeux paralympiques d'été de 2020. Aux côtés de Maz Strong et Laura Goodkind, ce sont les premières personnalités non binaires à participer aux Jeux paralympiques.